# Ипохорская, Янина
Яни́на Ипохо́рская (15 августа 1914, Львов — 20 сентября 1981, Краков; псевдонимы: Ян Камычек, Алоизий Качановский) — польская художница, журналистка, писательница и переводчица; автор большого количества известных афоризмов.

## Биография
Янина Ипохорская училась в Львовском университете, а также изучала художественное мастерство в Академии изящных искусств у Фелициана Коварского. 
Была соосновательницей еженедельника «Пшекруй» (пол. Przekrój — разрез), в котором занималась вопросами вежливости и манер, а также написала книги на эту же тематику: «Любезность на каждый день» (пол. Grzeczność na co dzień), «Хорошие манеры для подростков» (пол. Savoir vivre dla nastolatków). Книга «Любезность на каждый день» была переведена на армянский язык и издана в Ереване. Кроме того, Ипохорская написала сценарий для первого эпизода первого польского криминального телесериала «Капитан Сова идёт по следу» (пол. Kapitan Sowa na tropie).